# Liste der denkmalgeschützten Objekte in Gnas
Die Liste der denkmalgeschützten Objekte in Gnas enthält die 21 denkmalgeschützten, unbeweglichen Objekte der österreichischen Gemeinde Gnas im steirischen Bezirk Südoststeiermark.

## Denkmäler
| Foto  |                 | Denkmal                                                                        | Standort                                 | Beschreibung | Metadaten |
| ----- | --------------- | ------------------------------------------------------------------------------ | ---------------------------------------- | --- | --- |
| ja    | Datei hochladen | Bildstock HERIS-ID: 61154 Objekt-ID: 73564                                     | bei Ebersdorf 5 Standort KG: Ebersdorf   | | BDA-Hist.: Q38094644 Status: § 2a Stand der BDA-Liste: 2025-06-30 Name: Bildstock GstNr.: 522/1 Bildstock Ebersdorf, Gnas                                                    |
| ja    | Datei hochladen | Volksschule HERIS-ID: 31731 Objekt-ID: 28722                                   | Gnas 4 Standort KG: Gnas                 | Die Volksschule ist ein strenghistoristischer, monumentaler Bau aus der Zeit um 1880. | BDA-Hist.: Q37944063 Status: § 2a Stand der BDA-Liste: 2025-06-30 Name: Volksschule GstNr.: 601/1                                                                            |
| ja    | Datei hochladen | Pfarrhof HERIS-ID: 31656 Objekt-ID: 28635                                      | Gnas 6 Standort KG: Gnas                 | Der Pfarrhof hat eine Fassade mit Faschengliederung und stammt aus dem frühen 19. Jahrhundert, die Türflügel sind historistisch, oberhalb der Tür ein Relief der Kreuzigung in rotem Marmor vom Anfang des 16. Jahrhunderts. Im Inneren befindet sich eine Marienfigur aus der Zeit um 1520, im Garten eine überlebensgroße Steinfigur aus dem 18. Jahrhundert, die als Orpheus gedeutet wird. | BDA-Hist.: Q37943646 Status: § 2a Stand der BDA-Liste: 2025-06-30 Name: Pfarrhof GstNr.: 592/1                                                                               |
| ja    | Datei hochladen | Kath. Pfarrkirche hl. Maria HERIS-ID: 31742 Objekt-ID: 28733                   | Gnas 6a Standort KG: Gnas                | Die Pfarrkirche wurde 1229 erstmals urkundlich erwähnt. Der zweijochige Chor, das Mittelschiff mit Netzrippengewölbe sowie der untere Teil des Westturms stammen von einem spätgotischen Neubau in der 1. Hälfte des 15. Jahrhunderts. Ende des 17. Jahrhunderts wurde der Turm erhöht und in die Westfront integriert, und es wurden zwei Seitenschiffe angebaut. Die Inneneinrichtung ist überwiegend neugotisch. | BDA-Hist.: Q20243039 Status: § 2a Stand der BDA-Liste: 2025-06-30 Name: Kath. Pfarrkirche hl. Maria GstNr.: .106 Saint Mary of the Angels Church (Gnas)                      |
| ja    | Datei hochladen | Ehem. Wirtschaftsgebäude des Pfarrhofes HERIS-ID: 5094 Objekt-ID: 956          | Gnas 7 Standort KG: Gnas                 | | BDA-Hist.: Q38176666 Status: Bescheid Stand der BDA-Liste: 2025-06-30 Name: Ehem. Wirtschaftsgebäude des Pfarrhofes GstNr.: .101                                             |
| ja    | Datei hochladen | Ehem. Volksschule, heute Musikschule HERIS-ID: 31730 Objekt-ID: 28721          | Gnas 9 Standort KG: Gnas                 | | BDA-Hist.: Q37944048 Status: § 2a Stand der BDA-Liste: 2025-06-30 Name: Ehem. Volksschule, heute Musikschule GstNr.: .107 Musikschule Gnas                                   |
| ja BW | Datei hochladen | Bürgerhaus, Haus Schwarz HERIS-ID: 59705 Objekt-ID: 71234                      | Gnas 56 Standort KG: Gnas                | | BDA-Hist.: Q38088361 Status: § 2a Stand der BDA-Liste: 2025-06-30 Name: Bürgerhaus, Haus Schwarz GstNr.: .99 Haus Schwarz Gnas                                               |
| ja    | Datei hochladen | Bildstock hl. Johannes Nepomuk HERIS-ID: 31650 Objekt-ID: 28629                | bei Gnas 68 Standort KG: Gnas            | Die Figur des hl. Johannes Nepomuk steht am südlichen Ortseingang nahe einer Brücke über den Gnasbach und stammt aus der Mitte des 18. Jahrhunderts. | BDA-Hist.: Q37943615 Status: § 2a Stand der BDA-Liste: 2025-06-30 Name: Bildstock hl. Johannes Nepomuk GstNr.: 1000/6                                                        |
| ja    | Datei hochladen | Mariensäule HERIS-ID: 31727 Objekt-ID: 28718                                   | Marktplatz Standort KG: Gnas             | Die Mariensäule ist mit 1678 bezeichnet und wurde 1980 restauriert. | BDA-Hist.: Q37944029 Status: § 2a Stand der BDA-Liste: 2025-06-30 Name: Mariensäule GstNr.: 1000/4 Mariensäule Gnas                                                          |
| ja    | Datei hochladen | Grabdenkmal Reichsritter von Baumgarten HERIS-ID: 31629 Objekt-ID: 28607       | Standort KG: Gnas                        | | BDA-Hist.: Q37943521 Status: § 2a Stand der BDA-Liste: 2025-06-30 Name: Grabdenkmal Reichsritter von Baumgarten GstNr.: 626 Grave monument Reichsritter von Baumgarten, Gnas |
| ja    | Datei hochladen | Kalvarienberg HERIS-ID: 31738 Objekt-ID: 28729                                 | Standort KG: Gnas                        | Der Kalvarienberg liegt am Ostrand des Ortes. Er wurde 1609 angelegt und mehrfach, zuletzt 1958, erneuert. Die kleine einschiffige Kirche mit ihrer Einturmfassade und dem 3/8-Schluss ist am Eingang mit Anno 1833 bezeichnet. Die Ausstattung mit einem großen Wandbild der Auferstehung hinter dem Altar und den farbigen Glasfenstern ist neueren Datums. Die Darstellungen auf den Bildstöcken der 14 Kreuzwegstationen sind als Sgraffitos von Maitz 1958 ausgeführt. Den Abschluss bildet eine Kreuzigungsgruppe, am Sockel der Maria sind die Stifter bezeichnet: Michael Ploder und Susanne F. F. 1740. | BDA-Hist.: Q37944094 Status: § 2a Stand der BDA-Liste: 2025-06-30 Name: Kalvarienberg GstNr.: .165, 534/3, 534/4 Kalvarienberg Gnas                                          |
| ja    | Datei hochladen | Ortskapelle HERIS-ID: 31807 Objekt-ID: 28800                                   | Standort KG: Grabersdorf                 | | BDA-Hist.: Q37944415 Status: § 2a Stand der BDA-Liste: 2025-06-30 Name: Ortskapelle GstNr.: 1830                                                                             |
| ja    | Datei hochladen | Ortskapelle HERIS-ID: 60615 Objekt-ID: 72934                                   | bei Kohlberg 32 Standort KG: Kohlberg II | | BDA-Hist.: Q38092479 Status: § 2a Stand der BDA-Liste: 2025-06-30 Name: Ortskapelle GstNr.: 1497                                                                             |
| ja    | Datei hochladen | Kriegerdenkmal HERIS-ID: 60659 Objekt-ID: 73003                                | Kinsdorf 25 Standort KG: Maierdorf       | | BDA-Hist.: Q38092682 Status: § 2a Stand der BDA-Liste: 2025-06-30 Name: Kriegerdenkmal GstNr.: 419/3                                                                         |
| ja    | Datei hochladen | Ortskapelle HERIS-ID: 60658 Objekt-ID: 73002                                   | Standort KG: Maierdorf                   | | BDA-Hist.: Q38092671 Status: § 2a Stand der BDA-Liste: 2025-06-30 Name: Ortskapelle GstNr.: .78                                                                              |
| ja    | Datei hochladen | Grieshof HERIS-ID: 31619 Objekt-ID: 28597                                      | Obergnas 1 Standort KG: Obergnas         | | BDA-Hist.: Q37943468 Status: Bescheid Stand der BDA-Liste: 2025-06-30 Name: Grieshof GstNr.: .15/2                                                                           |
| ja    | Datei hochladen | Ortskapelle HERIS-ID: 31740 Objekt-ID: 28731                                   | Standort KG: Obergnas                    | | BDA-Hist.: Q37944104 Status: § 2a Stand der BDA-Liste: 2025-06-30 Name: Ortskapelle GstNr.: .45/2 Obergnas, Ortskapelle                                                      |
| ja    | Datei hochladen | Schloss Poppendorf HERIS-ID: 37364 Objekt-ID: 36480                            | Poppendorf 1 Standort KG: Poppendorf     | → Hauptartikel : Schloss Poppendorf f1 | BDA-Hist.: Q2242956 Status: Bescheid Stand der BDA-Liste: 2025-06-30 Name: Schloss Poppendorf GstNr.: .101/4 Schloss Poppendorf                                              |
| ja    | Datei hochladen | Schlosskapelle hl. Barbara (samt Ausstattung) HERIS-ID: 37365 Objekt-ID: 36481 | bei Poppendorf 1 Standort KG: Poppendorf | Die Schlosskapelle hl. Barbara steht frei hinter dem Schloss. Sie hat einen verzogenen achteckigen Grundriss, rustizierte Ecken und einem umlaufenden Felderfries unter dem Gesims. Der Innenraum ist oval und trägt eine Flachkuppel. Der Stuck aus der Zeit gegen 1720 stammt von Peter Zaar. Der Altar zeigt ein Bild der hl. Barbara, signiert und datiert mit Joh. V. Hauck 1715, die Heilige trägt die Züge der Stifterin Eleonore Mersperg, im Hintergrund Ansicht des Schlosses. | BDA-Hist.: Q64765082 Status: Bescheid Stand der BDA-Liste: 2025-06-30 Name: Schlosskapelle hl. Barbara (samt Ausstattung) GstNr.: .101/4 Schloss Poppendorf                  |
| ja    | Datei hochladen | Bildstock HERIS-ID: 61188 Objekt-ID: 73598                                     | bei Lichtenberg 116 Standort KG: Raning  | Der Bildstock an der Lichtenberger Kreuzung wurde Mitte 2017 aus der Kreuzungsmitte an die Straßenseite versetzt. Dieses Vorhaben war aufwendig, da das Marterl innen schon brüchig war. | BDA-Hist.: Q38094763 Status: § 2a Stand der BDA-Liste: 2025-06-30 Name: Bildstock GstNr.: 2339                                                                               |
| ja    | Datei hochladen | Rindenkapelle HERIS-ID: 61191 Objekt-ID: 73601                                 | gegenüber Raning 28 Standort KG: Raning  | | BDA-Hist.: Q38094788 Status: Bescheid Stand der BDA-Liste: 2025-06-30 Name: Rindenkapelle GstNr.: 1604, 1605                                                                 |